# Villa Comunale (Nocera Inferiore)

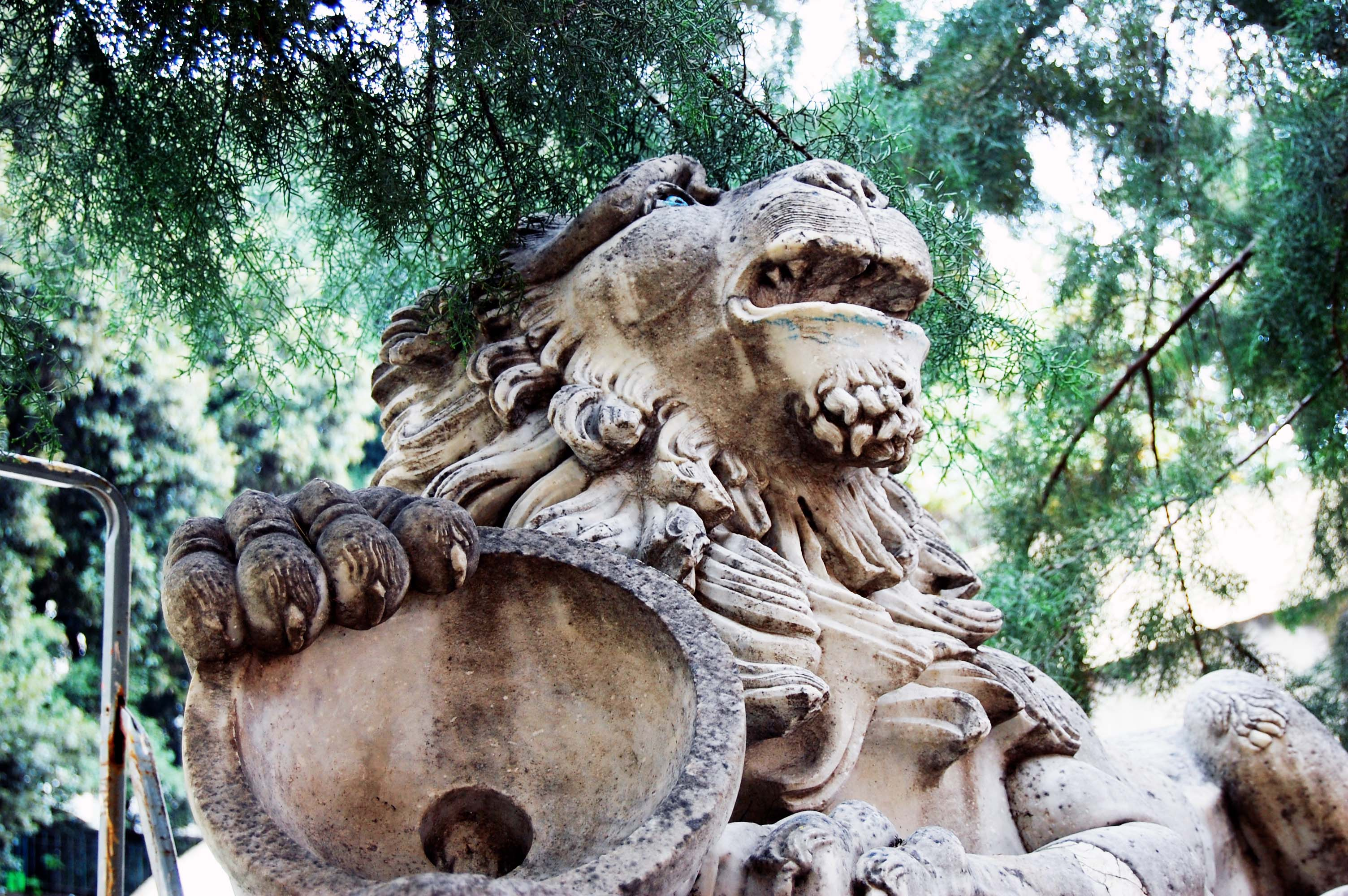
Löwenstatue an der Villa Comunale in Nocera Inferiore

Die Villa Comunale ist ein Stadtpark aus den 1830er-Jahren in Nocera Inferiore in der italienischen Region Kampanien. Er liegt an der Via Francesco Solimena, gegenüber der ehemaligen Caserma Tofano.

## Der Lustgarten
Der Park entstand als Giardino di delizie des Palazzo Ducale. Er wurde ab 1530 angelegt, als der Herzog Ferdinand I. Carafa sich entschloss, seiner Familie einen Palast in der Ebene zu errichten und seine Residenz im Castello del Parco aufzugeben. Das dafür ausgewählte Gebiet im Viertel Borgo schließt an den Südhang des Sant'Andrea-Hügels an. Der Garten wurde mit zahlreichen Statuen und Wasserspielen angelegt, die die natürliche Neigung des Hügels nutzten. Ein direktes Zeugnis über die Gestaltung des Parks übermittelte uns Simone Lunadoro, Bischof von Nocera de’ Pagani von 1602 bis 1610. Der Prälat war zu Gast bei Francesco Maria Carafa und beschrieb uns das Gebiet als „sehr edlen Garten, gefüllt mit Zedern, Zitronen, Orangen, Myrten und anderen sehr edlen Pflanzen (...) zu jeder Zeit erfrischt von großen Mengen fließenden Wassers.“ Der Prälat sprach auch von „einer unterirdischen Grotte, voll mit Statuen, Malereien und Grotesken (...) anmutig behauenen Statuen aus Marmor aus den Händen exzellenter Bildhauer“ und er schloss damit, dass das Werk der Herzöge von Nocera „den schönsten Gärten von Neapel und auch von Rom nicht nachstehe.“

## Die Villa Comunale
Der heutige Zustand wurde etwa 1835 geschaffen und beinhaltet eine Gartenanlage im neugotischen Stil auf verschiedenen Ebenen. In der Mitte kehrt eine Bronzebüste des Erstellers dieser Anlage, des Generals Roberto de Sauget (Kommandant der Piazza von Nocera), der Kaserne den Rücken zu, nach Meinung einiger, um der Madonna zu huldigen, nach Meinung anderer, wegen der Verunstaltung des Palastes.
1969 beauftragte die Stadtverwaltung den Architekten Vittorio de Feo mit dem Bau einer Bibliothek.
Neben den architektonischen Elementen im neugotischen Stil sind auch die beiden großen Eingangstreppen, die Löwenstatue und die Wege, die den Hügel hinaufführen, von Interesse. Auch eine mächtige Statue des Kriegers ohne Kopf ist Teil der Ausstattung der Villa.
Auf der zweiten Ebene gibt es ein Gebäude, das bis vor einigen Jahren als Wachgebäude diente; es ist auch in neugotischem Stil gehalten.

## Die Flora der Villa
Um die Villa gibt es verschiedene, Jahrhunderte alte Pflanzen, wie eine fast 300-Jährige Magnolie, eine Sagopalmfarn (250–300 Jahre alt), Judasbäume mit mehr als 100 Jahren und Steineichen von über 200 Jahren.

## Bildergalerie

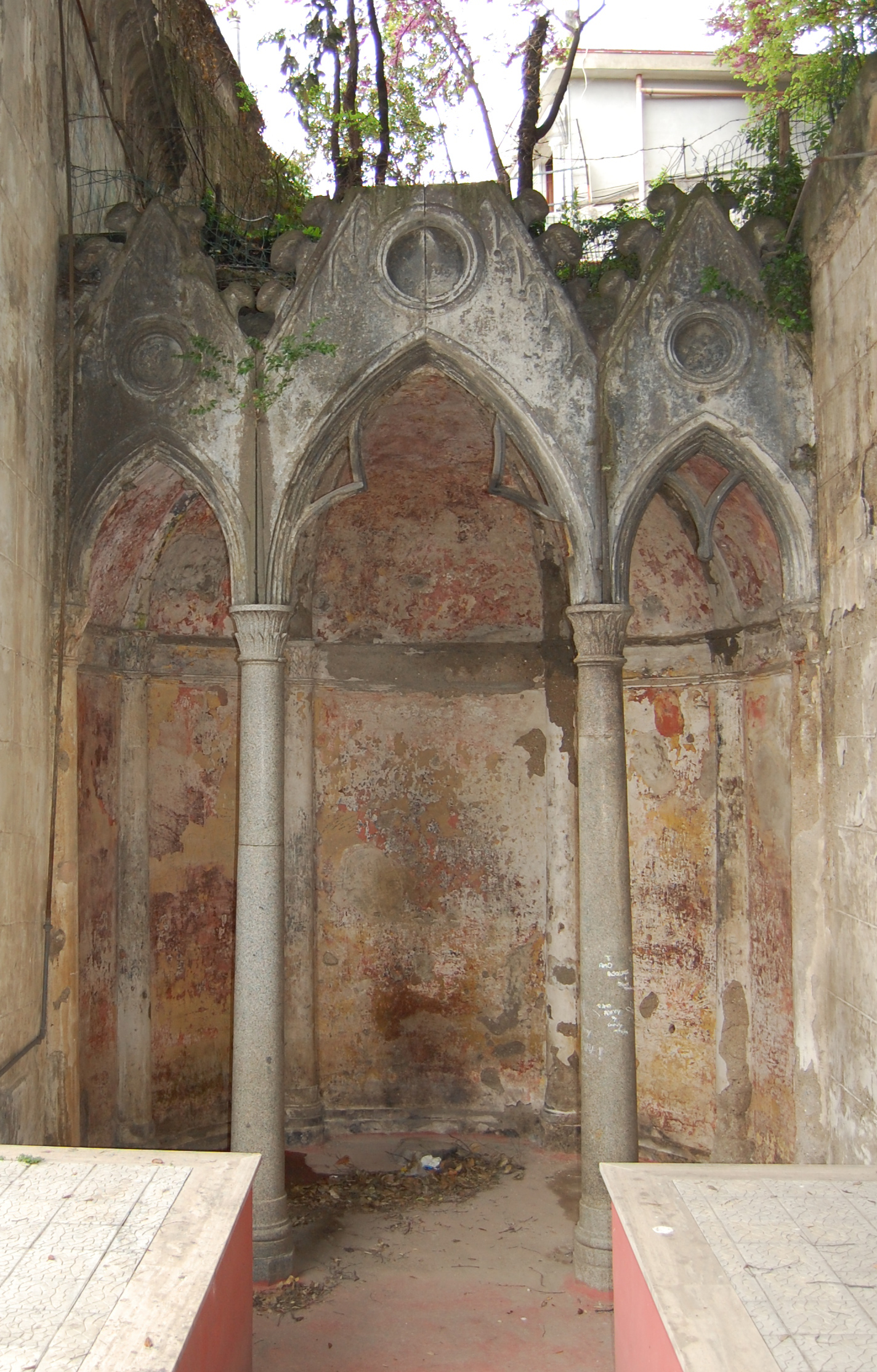
Dekorative Elemente des Gartens
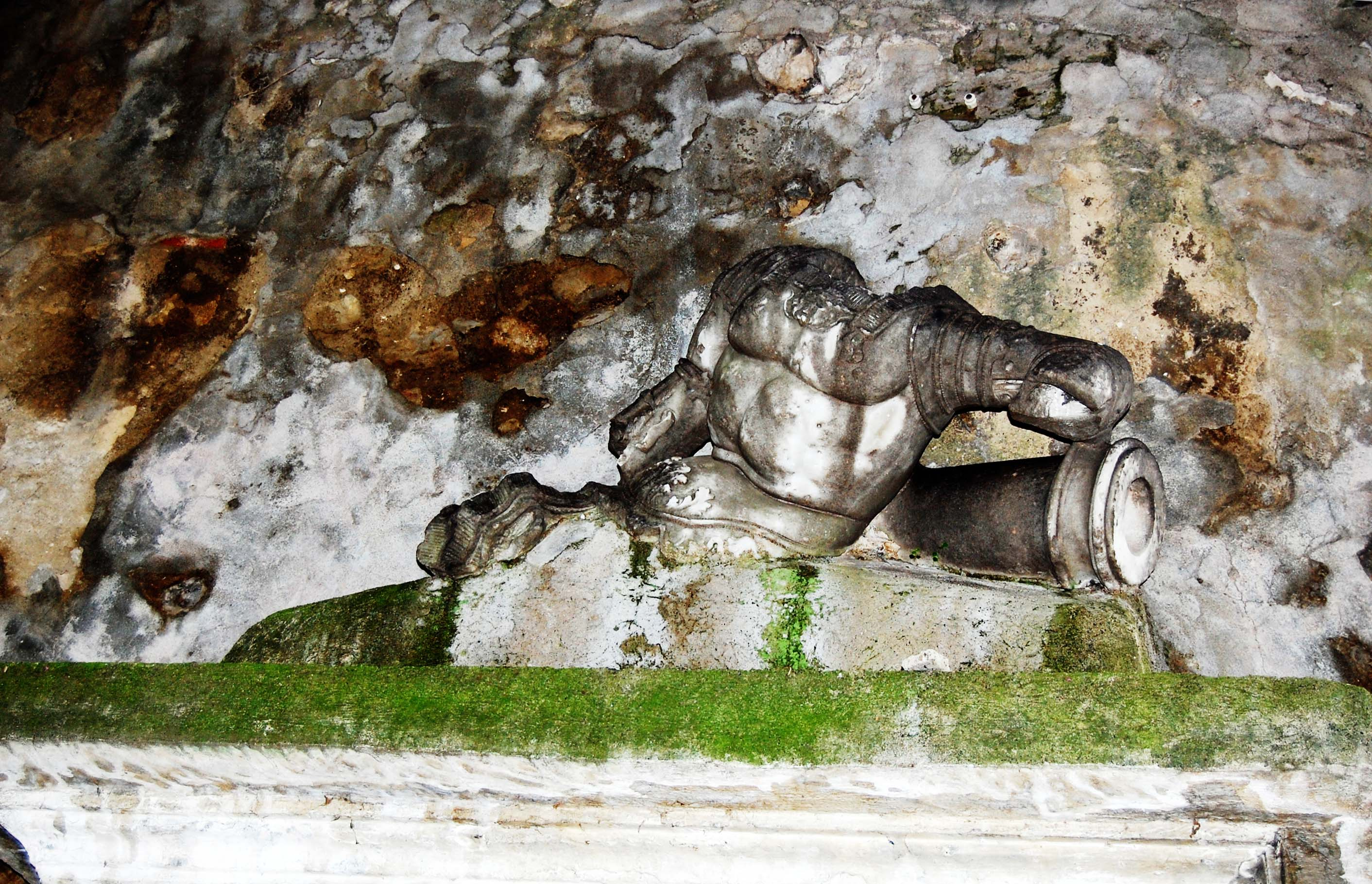
Kopflose Statue
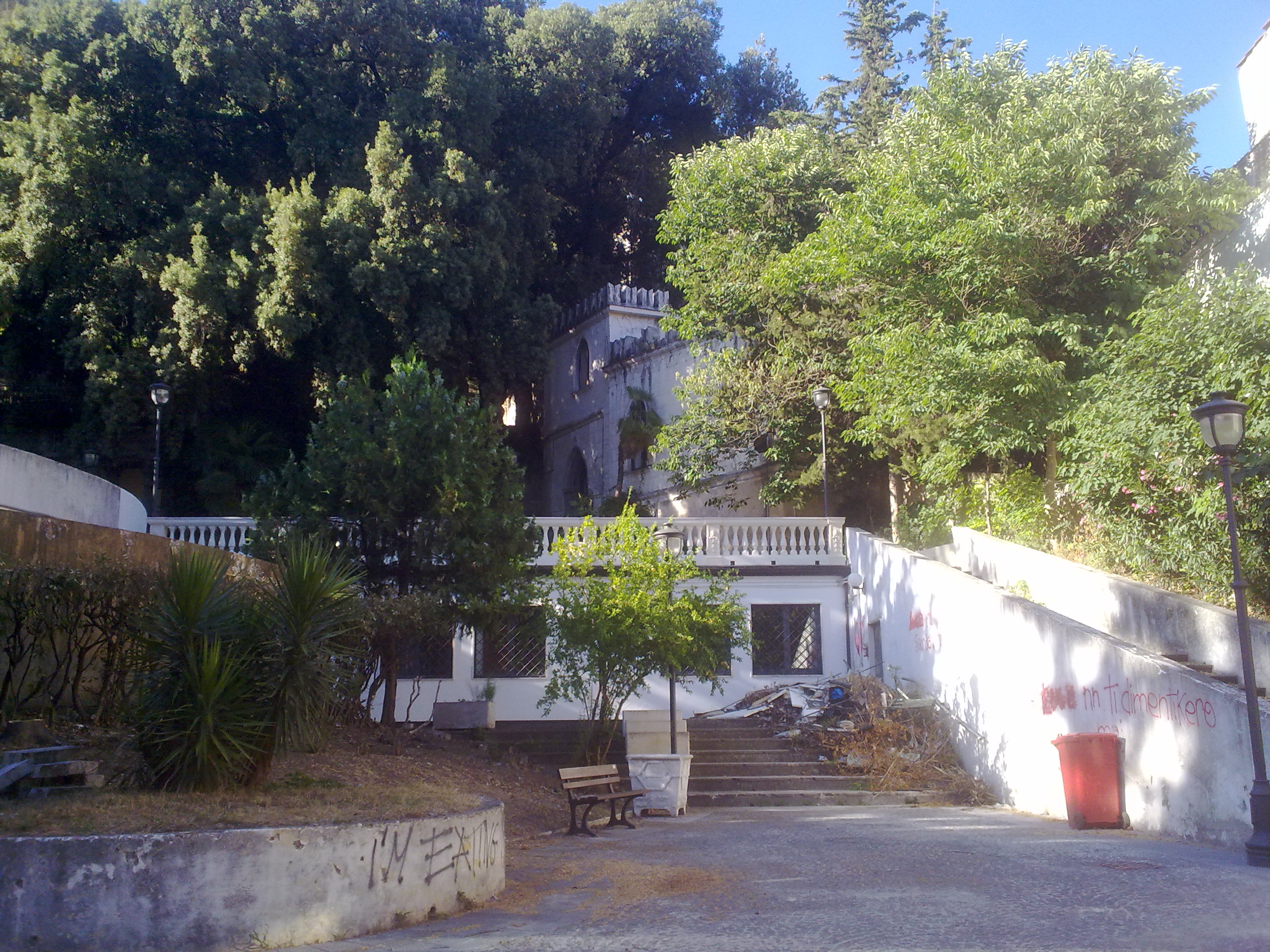
Ansicht des ehemaligen Wachhauses
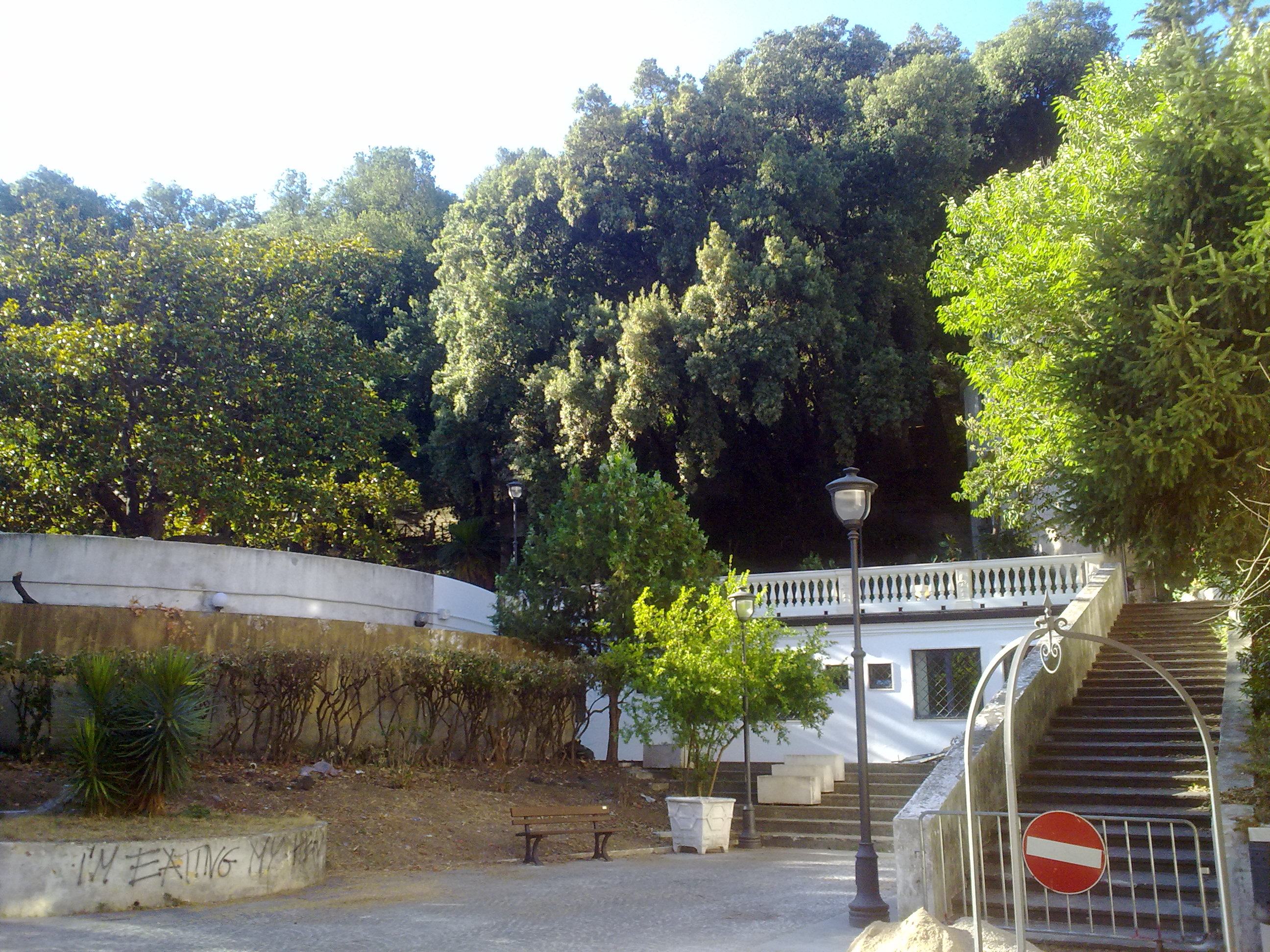
Eingangstreppe
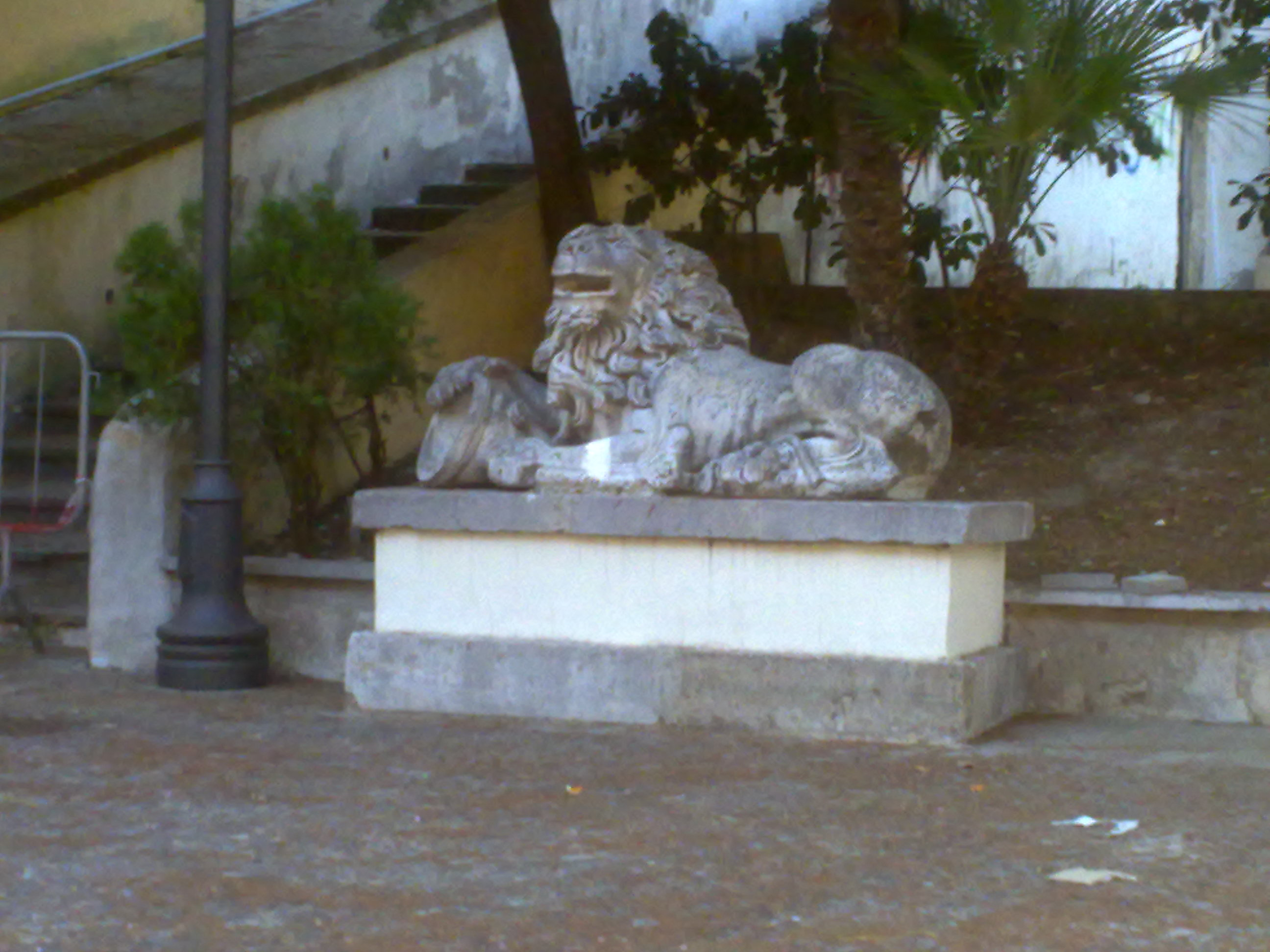
Detail auf der ersten Ebene